# Varlam Liparteliani
Varlam Liparteliani (georgiska: ვარლამ ლიპარტელიანი), född 27 februari 1989 i Mtscheta i Georgiska SSR, är en georgisk judoutövare. Han tog en silvermedalj i mellanvikt vid de olympiska judotävlingarna 2016 i Rio de Janeiro.
Han har också tagit tre silvermedaljer vid världsmästerskapen 2013, 2017 och 2018 samt bronsmedaljer vid världsmästerskapen 2014, 2015 och 2021. Liparteliani har även tagit tre guld, fyra silver och ett brons vid europamästerskapen.